# Сирк
Сирк (слч. Sirk) насељено је мјесто са административним статусом сеоске општине (слч. obec) у округу Ревуца, у Банскобистричком крају, Словачка Република.

## Становништво
| Година:    | 1994. | 2004.   | 2014.    | 2024.    |
| ---------- | ----- | ------- | -------- | -------- |
| Број људи: | 976   | 1044    | 1173     | 1380     |
| Разлика:   |       | +6,96 % | +12,35 % | +17,64 % |

| Година:    | 2023. | 2024.   |
| ---------- | ----- | ------- |
| Број људи: | 1369  | 1380    |
| Разлика:   |       | +0,80 % |

Према подацима о броју становника из 2011. године насеље је имало 1.170 становника.